# Wil Dijkstra
Wil Dijkstra (1945, Marienbad, Tsjechië) is een Nederlands psycholoog en emeritus hoogleraar "Methoden van Dataverzameling in Sociaal-Wetenschappelijk Onderzoek" aan de Vrije Universiteit Amsterdam. Zijn expertise lag met name op het gebied van de interactie tussen interviewer en respondant tijdens survey-onderzoek.
Dijkstra studeerde psychologie aan de Universiteit van Amsterdam tot 1973. In 1983 promoveerde hij in de sociale wetenschap aan de Vrije Universiteit op het proefschrift "Beïnvloeding van antwoorden in survey-interviews". In 2002 werd hij aangesteld als professor aan de Vrije Universiteit waarbij hij de inaugurele rede uitsprak, getiteld "Methodologie als luis in de pels". Dijkstra was onder andere verder betrokken bij de "Interuniversity Graduate School of Psychometrics and Sociometrics" (IOPS).

## Trivia
Dijkstra is ook actief als ontwerper van bordspellen. Zo publiceerde hij eind jaren 80 met enig succes het spel Targui (gebaseerd op zijn ervaringen tijdens een vakantie in Noord-Afrika) en later het spel Weer en Wind (beiden met Ben van Dijk). Beide spellen zijn ook internationaal uitgegeven.

## Publicaties
Dijkstra publiceerde verschillende boeken en vele artikelen. Een selectie:
- 1982, Response behaviour in the survey-interview. Met Hans van der Zouwen (red.)
- 1983. Beïnvloeding van antwoorden in survey-interviews. Proefschrift VU Amsterdam.
- 1989. Sociaal-wetenschappelijk onderzoek met vragenlijsten : methoden, knelpunten, oplossingen. Met Hans van der Zouwen (red.)
- 1989. Interviewen. Met Steven E. de Bie.